# Молодший жуз

Приблизні території розселення (кочовищ) казахських жузів станом на початок XX століття. Території молодшого жузу виділені зеленим кольором

Молодший жуз (каз. Кіші жүз — Кіші-жуз), також Бек-арис  — казахський жуз, група казахських родів і племен, що мешкали в степових районах Західного Казахстану, і яка складалася з трьох великих родоплемінних об'єднань: алим (алим-ули), бай-ули і жеті-ру. Чисельність жузу на рубежі XIX — початку XX століть складала 1,1 мільйона осіб.

## Роди і племена молодшого жузу
- Алими (алим-ули). Алимули перекочували від берегів Іргизу до гір Каратау, мешкали в пониззі річки Сирдар'я — на Куандарії, Жанадарьї, Каракумдику, довкола озер Кулакши і Барбі-Кайракти. Деякі роди алимів відкочували на північ Каспію, досягаючи річок Жем, Темір, Сагиз, Уіл, Хобда, Жаїк, зимували в околицях Аральського моря, біля підніжжя гір Мугоджари, в низов'ях Сирдар'ї.
- Бай-ули (бай-ули). Казахські байули є нащадками племені алшин. У XII столітті плем'я бегулінців (або байулінців) з прийшло в західний Казахстан зі сходу, а у XIV — XV століттях частина байули мігрувала на Південний Урал, де інкорпорувалася в середовище башкирських бурзян. У XIX столітті казахи-байулинці кочували між річками Урал і Емба.
- Жеті-ру (жеті-ру). У X столітті мешкали на берегах Аральського моря і по обидва боки від Амудар'ї. Згодом мігрували на північ до Іртиша, розселившись на територіях сучасного Казахстану і Киргизстану.

На початку XIX століття від Молодшого жузу відокремилася і пішла за Урал Внутрішня, або Букеївська орда (букеївці).